# Tannheim (Württemberg)

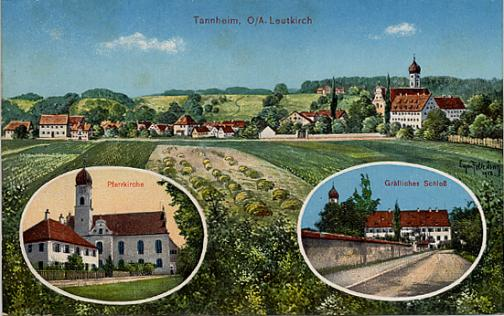
Tannheim um 1900

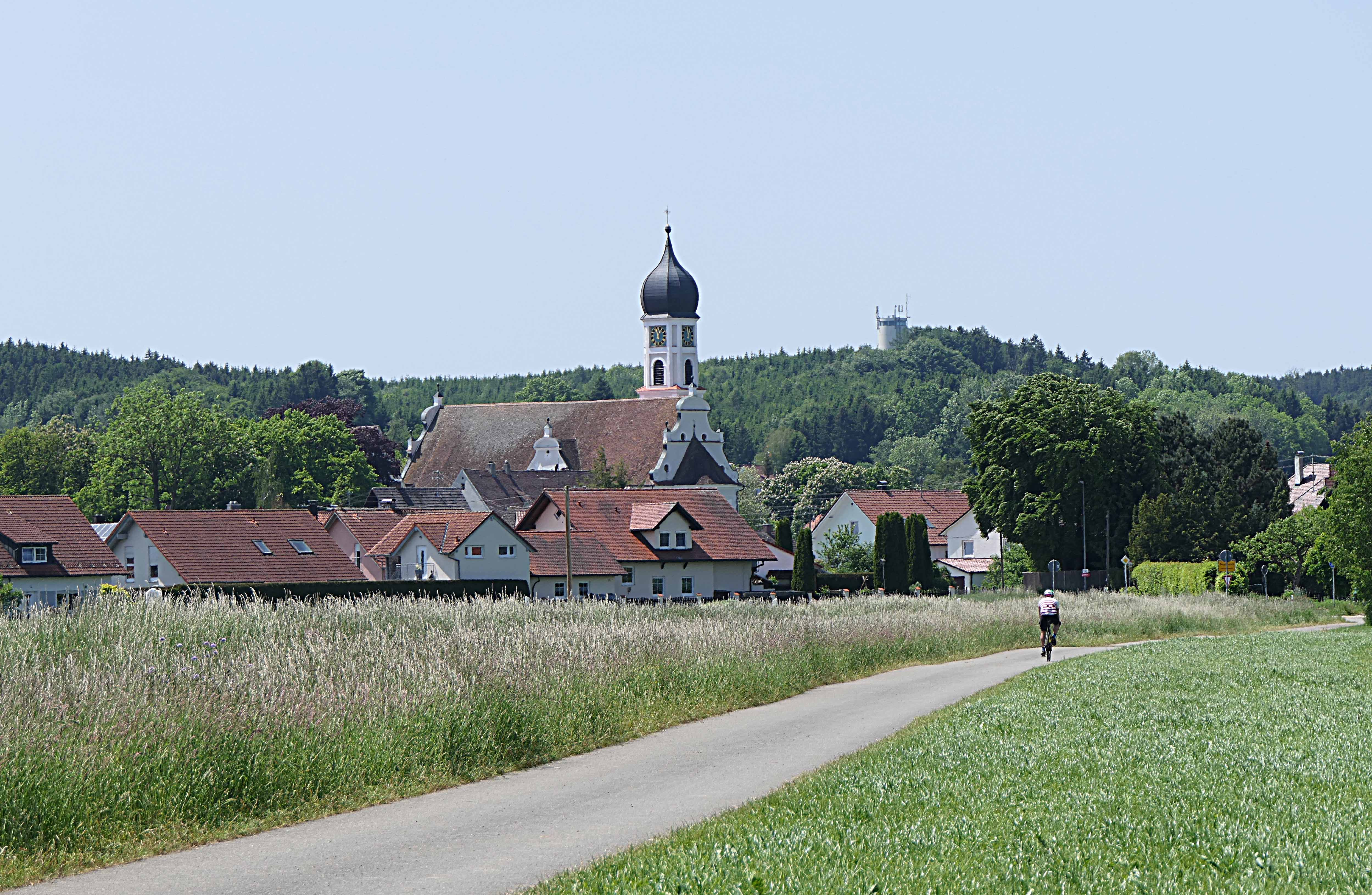
Tannheim von Nordosten

Tannheim ist eine Gemeinde im Südosten des Landkreises Biberach in Baden-Württemberg (Deutschland).

## Geographie

### Geographische Lage
Der oberschwäbische Ort befindet sich auf der württembergischen Seite des Illertals, auf der Ostroute der Oberschwäbischen Barockstraße und an der Mühlenstraße Oberschwaben. Im Osten grenzt die Gemeinde an den bayerischen Landkreis Unterallgäu, Buxheim (Schwaben) und die kreisfreie Stadt Memmingen. Im Süden grenzt die Gemarkung Tannheim an den Landkreis Ravensburg.

### Gemeindegliederung
Zu Tannheim gehören die Ortsteile und Wohnplätze Arlach, Baur, Egelsee, Haldau, Illerwerk II Tannheim, Jägerhaus, Krimmel, Kronwinkel, Melchior und Oyhof.

### Nachbargemeinden
Von Süden beginnend grenzt Tannheim an die Gemeinden Aitrach, Rot an der Rot, Berkheim, Kirchdorf an der Iller sowie die Gemeinden Heimertingen und Buxheim im bayerischen Landkreis Unterallgäu und die kreisfreie Stadt Memmingen, ebenfalls in Bayern.

### Schutzgebiete
Die Gemeindefläche von Tannheim gehört, bis auf die besiedelten Bereiche, zum Landschaftsschutzgebiet Iller-Rottal. Südöstlich der Ortschaft befinden sich zudem zwei Teilgebiete des FFH-Gebiets Aitrach, Ach und Dürrenbach.

## Geschichte

### Vorgeschichte
Aufgrund von Hügelgräberfunden südlich des Ortes aus der Hallstattzeit (750–450 v. Chr.) oder der Latènezeit (450–15 v. Chr.), kann man von einer keltischen Besiedlung des Gebietes ausgehen. In späterer Zeit gehörte die Gegend zu der römischen Provinz Rätien.
Tannheim dürfte im 5. oder spätestens im 6. Jahrhundert während der alamannischen Landnahme gegründet worden sein und gehört damit zusammen mit weiteren Ortschaften, deren Namen auf „-ingen“ oder „-heim“ enden, zu den ältesten Siedlungen des heutigen Landkreises Biberach.

### Geschichte im alten Reich
Erstmals urkundlich erwähnt wurde die Ortschaft um 1100 im Zusammenhang mit der Gründung des Klosters Ochsenhausen, zu dessen Stiftungsgütern Tannheim gehörte. Nach ochsenhausischer Überlieferung hatte ein Adeliger namens Adelbert, Sohn des Ritters Hatto von Wolfertschwenden, seinen Sitz in Tannheim und stiftete spätestens 1093 dem Kloster reichen Besitz in Tannheim und in der näheren Umgebung. Seine Brüder Konrad und Hawin taten es ihm gleich und stifteten unter anderem Güter in Ochsenhausen, Reinstetten und Berkheim. Vermutlich trat Adelbert bald darauf selbst in das neu gegründete, zunächst von St. Blasien abhängige Priorat Ochsenhausen ein. Der in Tannheim, wo es damals bereits eine Mühle und ein Wirtshaus gab, gestiftete Besitz bestand aus 10 Höfen sowie einem Viertel der Kirche. Das Kloster Ochsenhausen scheint schon im 12. Jh. auch die übrigen Anteile an der Tannheimer Kirche in seiner Hand vereinigt zu haben, förmlich wurde die Kirche dem Kloster 1351 inkorporiert.

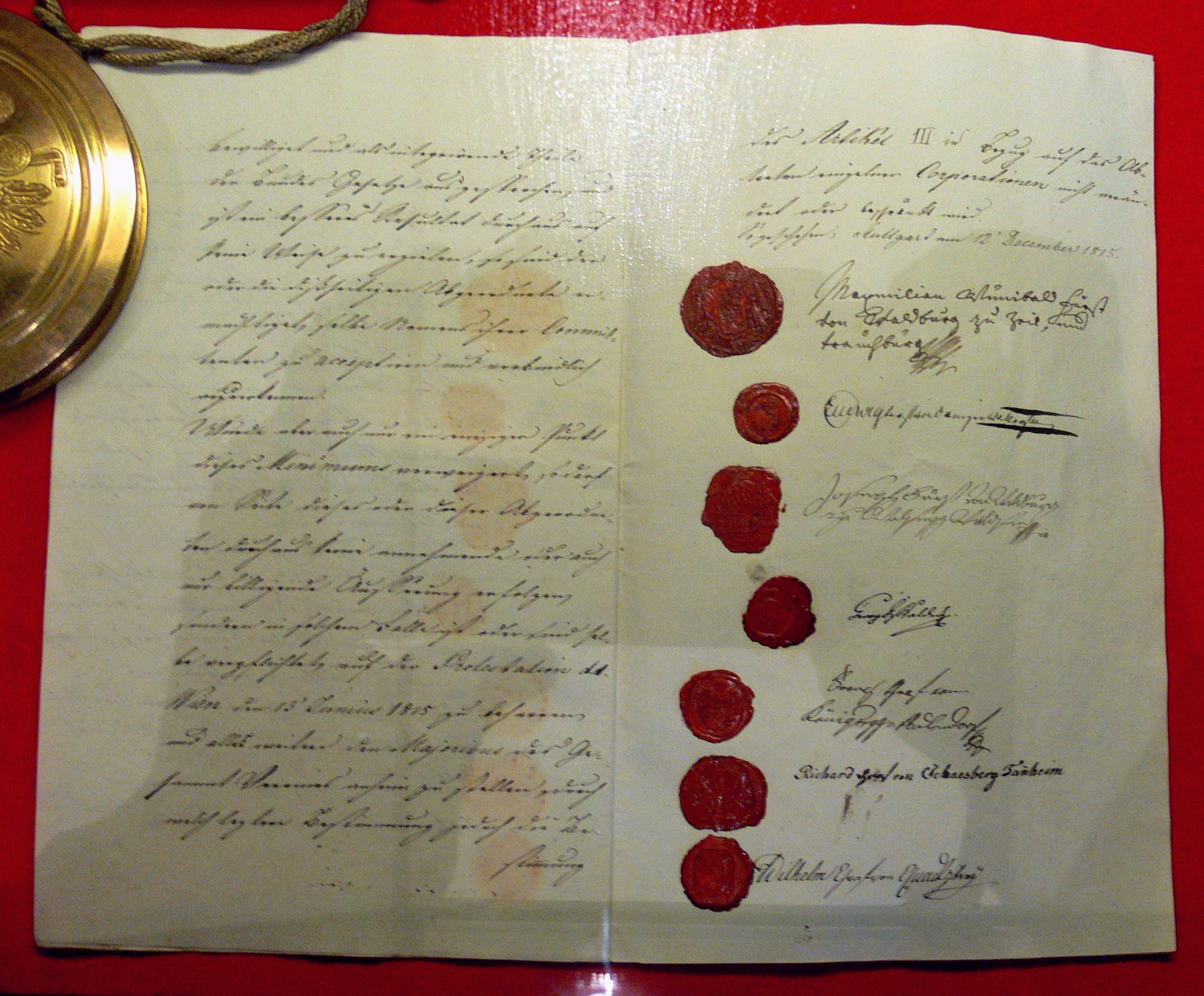
Verein der mediatisierten Fürsten und Grafen, Instruktion für die Bevollmächtigten beim Frankfurter Bundestag vom 12. Dezember 1815, letzte Seite mit den Unterschriften der Fürsten und Grafen von Waldburg-Zeil, Oettingen-Wallerstein, Waldburg-Wolfegg-Waldsee, Waldegg, Königsegg-Aulendorf, Schaesberg-Tannheim und Quadt-Isny Fürstlich Waldburg-Zeil’sches Gesamtarchiv Schloss Zeil

Im Übrigen zeigten sich die Besitzverhältnisse in Tannheim aufgrund häufiger Wechsel durch Verkauf oder Tausch über mehrere Jahrhunderte hinweg recht unübersichtlich: So hatte nicht nur das Kloster Ochsenhausen hier Besitz, sondern etwa auch die Klöster Rot und Mehrerau. Erst seit Ende des 15. Jh. war Ochsenhausen alleiniger Ortsherr und verwaltete von dieser Zeit an von hier aus sein Klosteramt Tannheim, das neben Tannheim und seinen heutigen Teilorten Arlach, Egelsee, Haldau und Kronwinkel auch Bonlanden, Hamerz, Oberopfingen, Oberzell, die Rohrmühle, Schöntal und Winterrieden sowie einzelne Güter in Altisried, Arlisberg, Berkheim, Fellheim, Rummeltshausen, Schlegelsberg und andernorts umfasste.
Im Dreißigjährigen Krieg wurde Tannheim von den Schweden und kaiserlichen Truppen verwüstet, geplündert und von der Pest heimgesucht. Aufgrund des Reichsdeputationshauptschlusses fiel der Ort 1803 an die reichsunmittelbaren Grafen von Schaesberg, drei Jahre später mit der Rheinbundakte an das Königreich Württemberg. Das Haus Schaesberg blieb bis heute auf dem Ochsenhauser Pfleghof samt ehemaligem Land- und Forstbesitz des Klosters ansässig.

### Geschichte seit württembergischer Zeit
Von 1810 bis 1938 gehörte Tannheim zum Oberamt Leutkirch im Allgäu. Aus der Beschreibung des damaligen Oberamtes über den Ort geht hervor, dass es 1843 im damaligen Gemeindebezirk 835 katholische und 1 evangelischen Einwohner gab.
1889 bekam Tannheim mit der Eröffnung der Bahnstrecke Leutkirch–Memmingen Anschluss ans Eisenbahnnetz.
In der Weimarer Zeit wählten die Einwohner überwiegend die Deutsche Zentrumspartei. Keine andere Partei kam in den Wahlen auf mehr als 10 % Anteil der Stimmen. Bei den letzten freien Wahlen im März 1933 erreichte die Nationalsozialistische Deutsche Arbeiterpartei 45,1 % der Stimmen und das Zentrum 46,3 %. Während der NS-Zeit in Württemberg fand 1938 eine Kreisreform statt. Dabei wurde Tannheim mit anderen Gemeinden des württembergischen Illertales in den Landkreis Biberach eingegliedert.
Am Ende der beiden Weltkriege waren 126 Personen aus dem Ort gefallen und 37 sind bis heute vermisst. Allein im Zweiten Weltkrieg verlor der Ort 88 Personen und 35 gelten immer noch als vermisst.
Mit dem Ende des Zweiten Weltkriegs gelangte Tannheim 1945 zur Französischen Besatzungszone und kam somit zum Nachkriegsland Württemberg-Hohenzollern, welches 1952 im Bundesland Baden-Württemberg aufging.

### Religion
Tannheim ist traditionell römisch-katholisch geprägt. Die katholische Kirchengemeinde St. Martin gehört zur Seelsorgeeinheit Rot-Iller im Dekanat Biberach.

## Politik

### Gemeinderat
Der Gemeinderat in Tannheim besteht aus den zehn gewählten ehrenamtlichen Gemeinderäten und dem Bürgermeister als Vorsitzendem. Der Bürgermeister ist im Gemeinderat stimmberechtigt. Die Kommunalwahl am 9. Juni 2024 führte zu folgendem Ergebnis. Die Wahlbeteiligung betrug 62,12 %.
| Partei / Liste          | Sitze   | Stimmenanteil | Ergebnis 2019   |
| ----------------------- | ------- | ------------- | --------------- |
| Freie Wählervereinigung | 5 Sitze | 48,22 %       | 5 Sitze, 52,2 % |
| FÜR Tannheim            | 3 Sitze | 27,31 %       | 0 Sitze, 0 %    |
| Unabhängige Liste       | 2 Sitze | 24,46 %       | 5 Sitze, 47,8 % |

### Bürgermeister
Bürgermeister ist seit dem 1. November 2023 Heiko De Vita. Er wurde bei der Bürgermeisterwahl am 10. September 2023 mit 59,9 Prozent der Stimmen gewählt.
- 1991–2007 Johannes Böhm
- 2007–2023 Thomas Wonhas
- seit 2023 Heiko De Vita

### Wappen und Flagge
| Wappen der Gemeinde Tannheim | Blasonierung: „In Blau auf grünem Dreiberg drei silberne (weiße) Tannen.“ |
| Wappen der Gemeinde Tannheim | Wappenbegründung: Im Jahre 1939 führte die Gemeinde die jetzigen redenden Wappenfiguren im Siegelbild. Die Wappenfarben sind offenbar erst nach dem Zweiten Weltkrieg festgelegt worden. Das Innenministerium hat das Wappen zusammen mit der Flagge am 27. Juni 1963 verliehen. |

Die Flagge ist weiß-blau gestreift.

### Gemeindepartnerschaften
- Pápakovácsi, Ungarn (seit 2000)
- Tannheim (Tirol), Österreich (seit 2025)
- Tannheim (Villingen-Schwenningen), Deutschland (seit 2025)

## Kultur und Sehenswürdigkeiten
Tannheim liegt an der Ostroute der Oberschwäbischen Barockstraße sowie an der Mühlenstraße Oberschwaben.
Liste der Kulturdenkmale in Tannheim (Württemberg)

### Bauwerke und sonstige Sehenswürdigkeiten

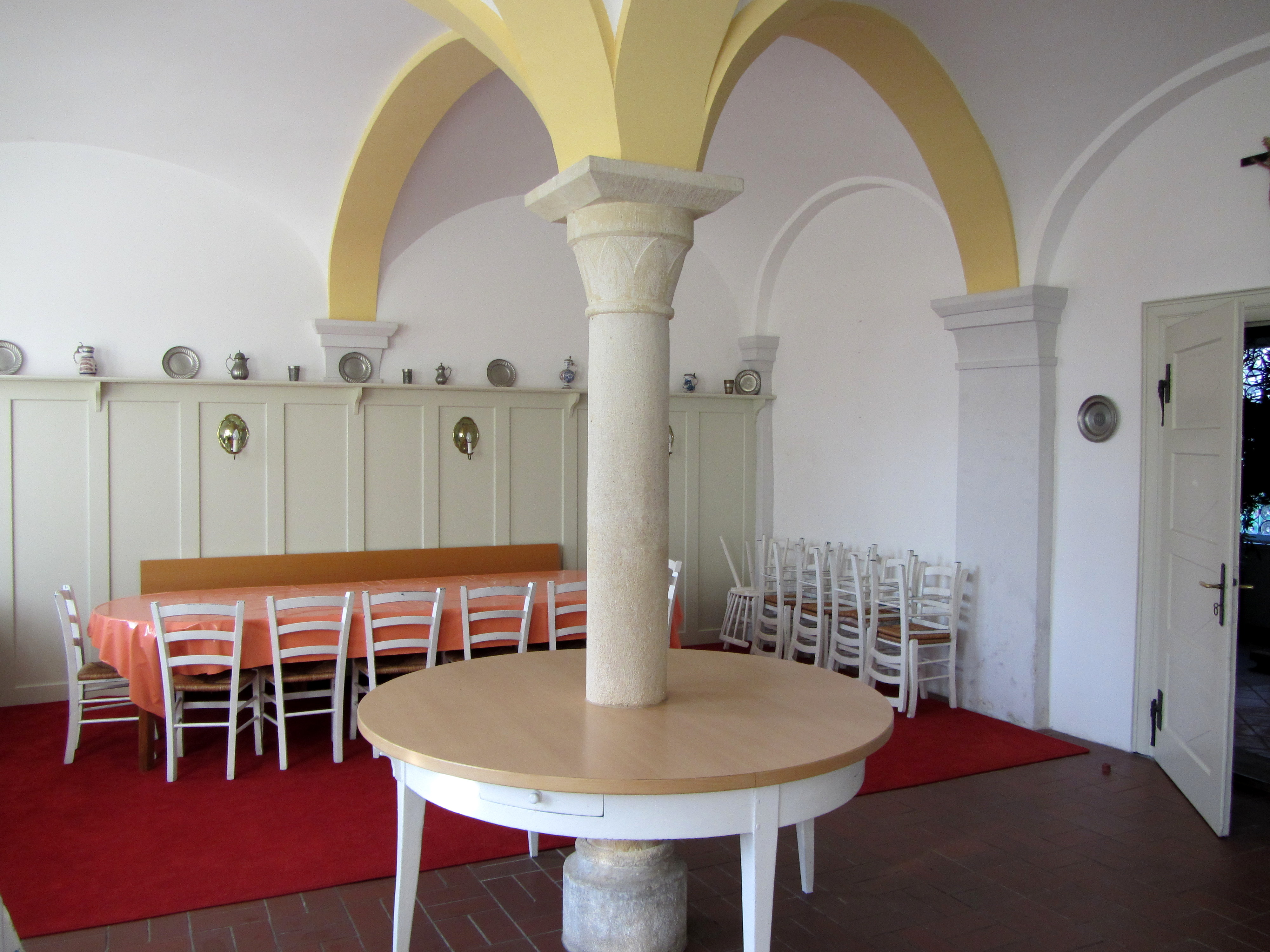
Weihnachtsmarkt im Schlosshof – Küche Altes Schloss (2012)

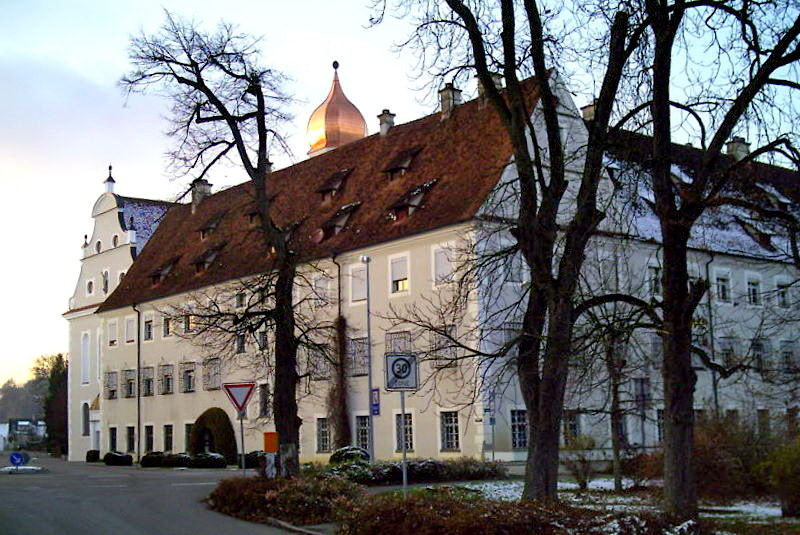
Ochsenhauser Pfleghof (Altes Schloss), ehemaliger Pfleghof des Klosters Ochsenhausen in Tannheim

- In Tannheim zählen zu den Sehenswürdigkeiten die 1700/01 erbaute barocke, nach dem hl. Martin benannte Pfarrkirche St. Martin, der um 1516 angelegte Alte Pfarrhof sowie die Lourdesgrotte. Der Ochsenhauser Pfleghof, auch Altes Schloss genannt, wurde 1696–1698 erbaut.
- Für kleinere Spaziergänge werden der Rehgarten sowie der Wildpark Oyhof gerne benutzt. Die Dinkelmühle, auch Untere Mühle genannt, besitzt ein Wasserrad mit sieben Metern Durchmesser
- Im Ortsteil Arlach ist die 1781 erbaute Michaelskapelle, in Egelsee die 1482 erbaute Urbanskapelle und in Kronwinkel die 1684 erbaute Loretokapelle sehenswert.
- Auf dem Gemeindegebiet befinden sich ca. 40 keltische Hügelgräber, eine leicht trapezförmige 100 Meter lange Keltenschanze mit umlaufendem Wallgraben, eine Römerstraße und eine römische Villa rustica.

- Familiengruft der Grafen von Schaesberg, geweiht 1913, Entwurf Architekt Ernst Haiger (Foto Artikel Schaesberg)[7]
- Stausee Tannheim, ab 1919 angelegt
- Illerkraftwerke Werk II Tannheim
- Illerkanal
- Kriegerdenkmal Tannheim

### Vereine
- Freiwillige Feuerwehr
Im Jahr 1887, ebenso wie der Musikverein, wurde auch die Freiwillige Feuerwehr Tannheim gegründet. Das 125-jährige Jubiläum wurde 2012 im Rehgarten gefeiert.
- Musikverein
Der Musikverein Tannheim e. V. wurde 1887 gegründet, eine musikalische Gruppierung findet jedoch schon früher Erwähnung. Im Jahr 2002 wurde das 115te Bestehen im Rahmen des Kreismusikfestes des Blasmusik-Kreisverbandes Biberach gefeiert. Anlässlich des Jubiläums wurde dem Verein die Pro-Musica-Plakette verliehen.
- Sportverein
Der SV Tannheim wurde 1946 gegründet. Mit rund 670 Mitgliedern ist er der größte Verein in Tannheim. Die erste Mannschaft des Fußballvereines spielte von 1964 bis 1973 und 1976 bis 1978 in der II. Amateurliga „Oberschwaben“. Im Jahre 2012/13 stieg der SV Tannheim Abteilung Fußball aus Kreisliga A-Klasse „Riss“ ab und wird 2013/14 zusammen in einer Spielgemeinschaft mit dem TSV Aitrach in der Kreisliga B Bodensee 6 spielen. Die Frauen-Mannschaft der Faustballabteilung spielte 2019 in der Faustball-Bundesliga.
- Narrenzunft Daaschora Weibla und Guggenmusik Los Krachos
Im Jahre 1984 wurde die Narrenzunft Daaschora Weibla e. V. gegründet. Der Name Daaschora ist auf den Tannschorrenbach zurückzuführen. Seit 1994 gibt es neben den Daaschora Weibla auch die Stockmahdbohle Maske. 1988 wurde eine Guggenmusik mit dem Namen Los Krachos als Teilgruppe der Narrenzunft gegründet. Seit 2001 sind die Los Krachos ein eigenständiger Verein.

Neben diesen Vereinen gibt es im Ort einen Tennisverein, Theaterfreunde Tannheim, Krieger- und Soldatenkameradschaftsverein und die Chorgemeinschaft Tannheim. Die Chorgemeinschaft Tannheim unterteilt sich in den 1919 gegründeten Liederkranz Tannheim, Chor Exodus und Chor Piepmatz.

### Regelmäßige Veranstaltungen

#### Luftfahrttreffen Tannkosh
Tannkosh war ein seit 1993 jährlich im Juli oder August veranstaltetes Luftfahrttreffen von Piloten für Piloten auf dem Flugplatz Tannheim. Es war das größte Flugzeugtreffen der allgemeinen Luftfahrt in Europa und fand im Jahre 2013 zum letzten Mal statt.

#### Fasnet

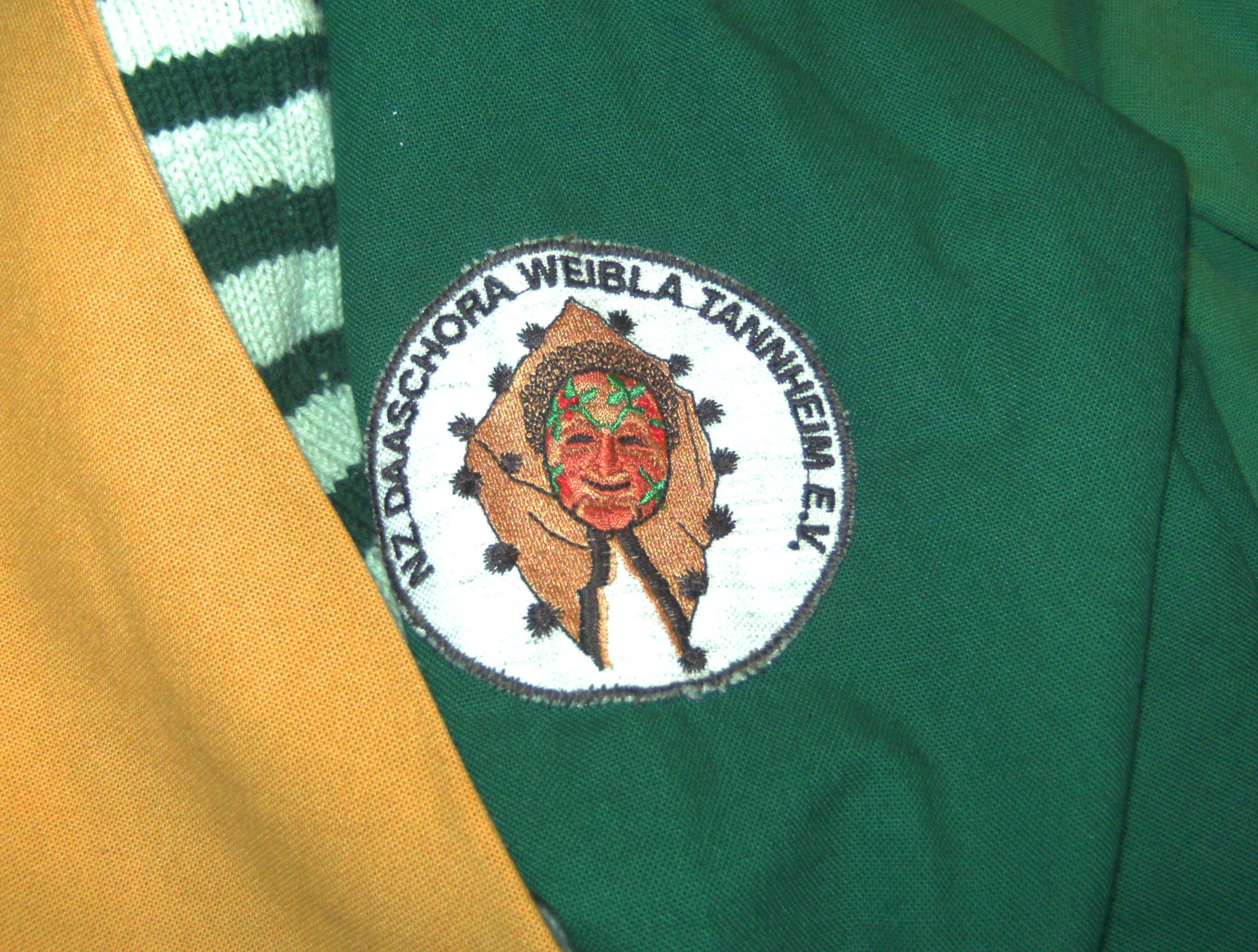
Wappen der Narrenzunft (ANR) (2010)

Jährlich findet ein Fasnetsumzug durch das Dorf mit über 50 Gruppen im Rahmen der Schwäbisch-alemannischen Fastnacht statt.

#### Frühlingsfest
Jährlich veranstaltet der Musikverein das Frühlingsfest mit traditionellem Vatertagsfrühschoppen.

#### Kirchliche Veranstaltungen
1944 fanden erstmals Bittgänge zur Tannheimer Lourdesgrotte statt, um ein baldiges Kriegsende und um Verschonung des Heimatortes zu beten. Als gegen Kriegsende die Gefahr eines Angriffs auf Tannheim immer stärker wurde, befahl damals Pfarrer Hugo Farny (1934–1961) das Dorf dem Schutz Mariens an und gelobte, bei Verschonung alljährlich eine Prozession zur Lourdesgrotte abzuhalten. Da Tannheim von einem Angriff verschont wurde, wird seitdem das Skapulierfest im Juli als Tannheimer Fest abgehalten.

## Wirtschaft und Infrastruktur

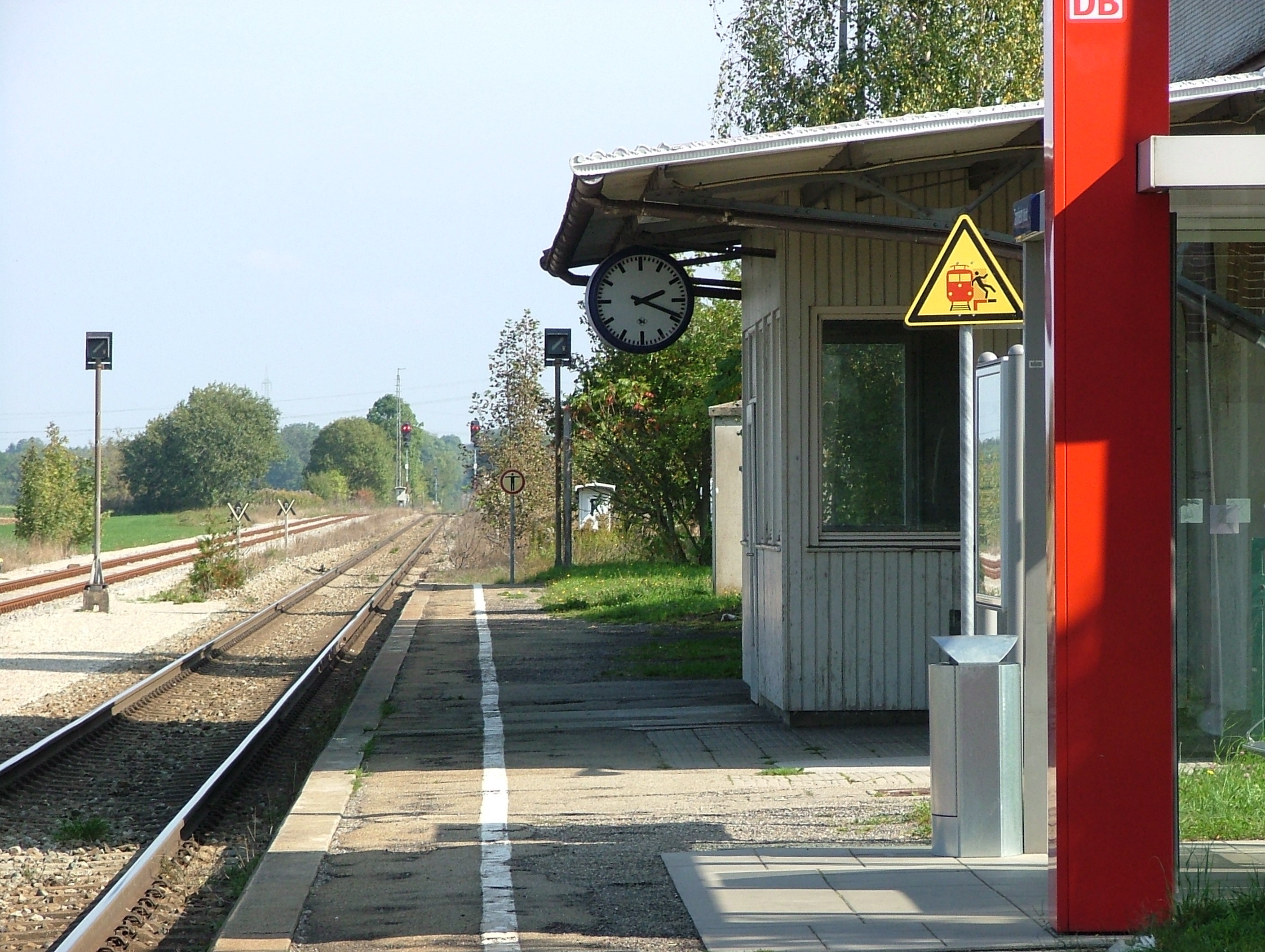
Bahnhof Tannheim (Württ)

### Verkehr
Der wichtigste Verkehrsträger von alters her war die Iller. Die Gemeinde ist durch die Bahnstrecke Leutkirch–Memmingen, an der sich der Bahnhof Tannheim (Württ) befindet, an das überregionale Schienennetz angeschlossen.
In Tannheim kreuzen sich die Landesstraße 300 (L 300) und die L 260. Durch das nur wenige Kilometer entfernte Autobahnkreuz Memmingen (A 7/A 96) besitzt die Gemeinde einen Autobahnzugang. Dieser erfolgt über die nahen Anschlussstellen Berkheim (A 7) und Aitrach (A 96) beziehungsweise über die L 300 beziehungsweise auf bayerischen Gebiet die St 2013 die Anschlussstelle Memmingen-Nord (A 96).
Durch eine Alltagsroute aus dem Radnetz Baden-Württemberg ist der Ortsteil Egelsee über Berkheim, Erlenmoos und Ochsenhausen mit Biberach an der Riß und in der anderen Richtung mit der Landesgrenze in Richtung Memmingen verbunden.
Der Flugplatz Tannheim ist der einzige als Familienbetrieb geführte Verkehrslandeplatz in Deutschland. Der ICAO-Code ist EDMT. Angelehnt an die erfolgreiche Flugschau in Oshkosh findet in Tannheim alljährlich die Flugschau Tannkosh statt, bei der sich bis zu 1000 Flugzeuge an dem kleinen Grasbahn-Verkehrslandeplatz treffen. Auch der Flughafen Memmingen ist in nächster Nähe.

### Landwirtschaft
Tannheim war und ist ein landwirtschaftlich geprägter Ort. Der größte landwirtschaftliche Betrieb im Ort ist das Hofgut Krimmel im Teilort Krimmel mit 110 Hektar. Zu den jeweiligen Stichtagen befand sich im Ort folgender Nutztierbestand:
| Jahr | Pferde | Rindvieh (insg.) | darunter Kühe | Schweine | Schafe | Ziegen |
| ---- | ------ | ---------------- | ------------- | -------- | ------ | ------ |
| 1840 | 158    | 997              | 514           | 50       | 822    | 4      |
| 1907 | 185    | 1514             | 889           | 464      | 73     | 5      |
| 1933 | 184    | 1616             | —             | 648      | 3      | 42     |
| 1960 | 33     | 1742             | 903           | 1052     | —      | 21     |
| 1982 | 28     | 2491             | 1132          | 945      | 16     | —      |
| 1986 | 28     | 2574             | 1130          | 803      | 22     | —      |

Von 1960 bis 1987 verringerte sich die Zahl der Rinderhalter von 101 auf 50 Einzelpersonen oder Familien, während der Tierbestand um 48 % anwuchs. Der durchschnittliche Einzelbestand je Stall, stieg in der Zeit von 17 auf 51 Tiere (23 Milchkühe) an.

### Bildungseinrichtungen

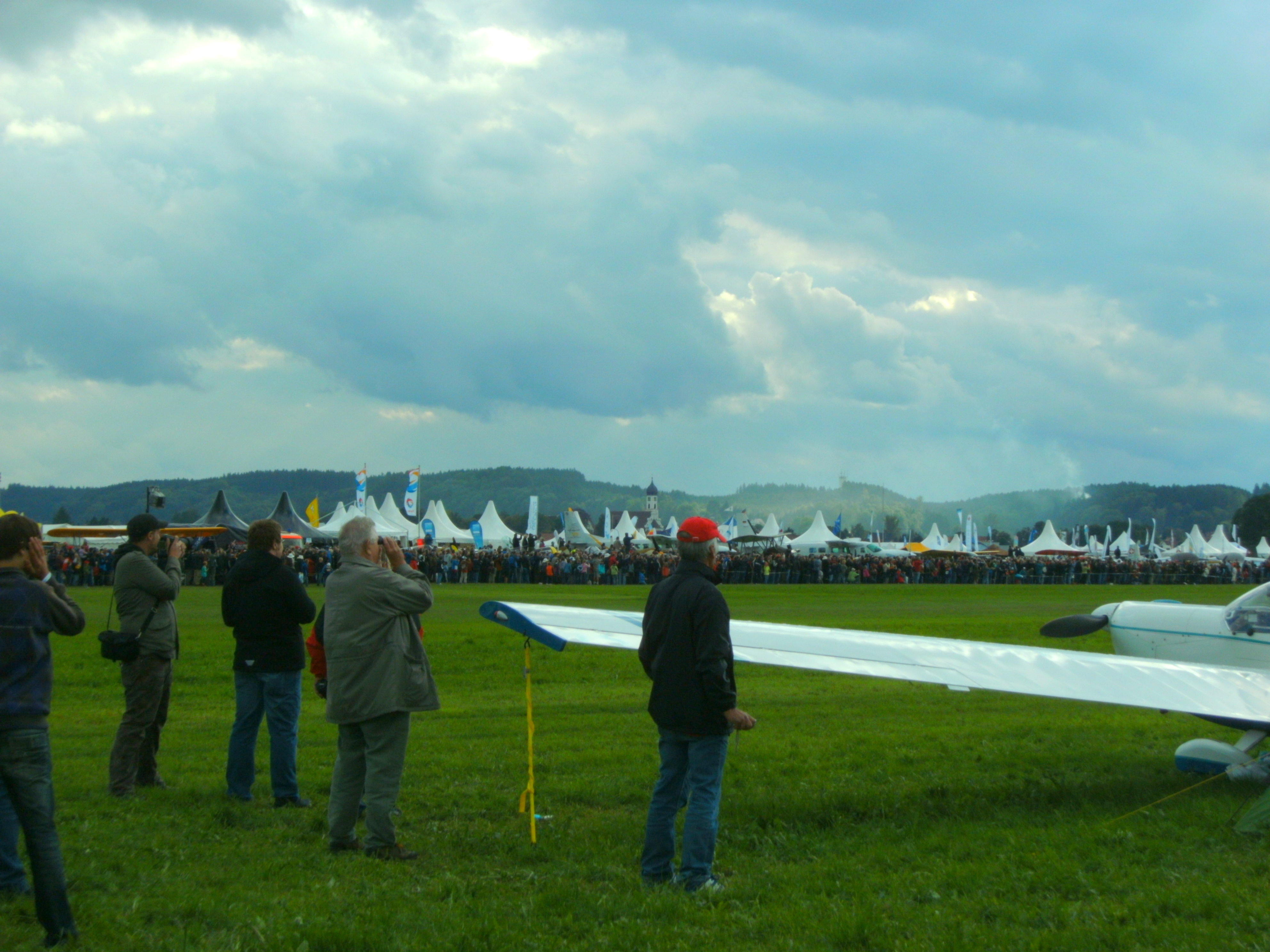
Tannkosh, ein von 1994 bis 2013 jährlich stattfindendes Fliegertreffen

Tannheim verfügte bis 2007 über eine Grund- und Hauptschule in Kooperation mit Haslach. Seit 2008 besteht eine Schulkooperation mit der Abt-Hermann-Vogler-Schule Grund- und Hauptschule mit Werkrealschule, in Rot an der Rot. Zusätzlich besteht die Möglichkeit die Schüler an die Ganztagesschule Grund- und Hauptschule in Kirchdorf an der Iller und der Grund- und Mittelschule Memmingen-Amendingen zu schicken. 2008 wurde eine Montessorischule für die Klassen eins bis fünf eröffnet. Außerdem gibt es im Ort einen katholischen Kindergarten unter der Trägerschaft der Diözese Rottenburg-Stuttgart.

### Freizeit- und Sportanlagen
- Rehgarten mit Spielplatz
- Wildpark beim Oyhof, auf dem sich ca. 180 Tiere in 4 Arten auf etwa 8 ha befinden
- Sportplatz, Fußball-Trainingsplatz mit angeschlossenem Minispielfeld
- Tennisplatz

### Unternehmen
- Dinkelmühle Graf, Wassermühle

### Ehemalige Unternehmen
In den 1920er-Jahren entwickelten sich in Tannheim erste Industrieansätze. Folgende ehemalige Unternehmen hatten ihren Sitz in Tannheim:

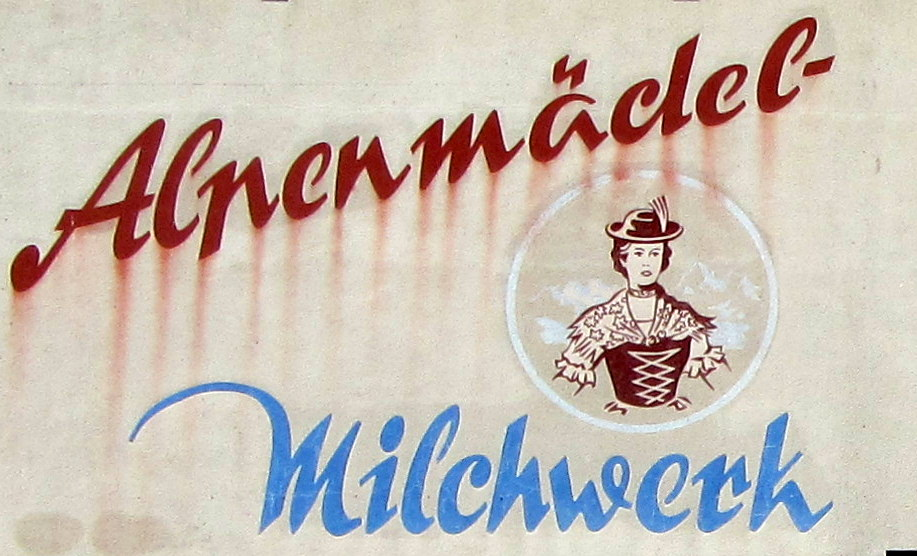
Alpenmädel Milchwerk (2013)

- Säge-, Hobel- und Spaltwerk Gebrüder Steinhauser OHG: Im Jahre 1926 erwarb Klemens Steinhauser und ein stiller Teilhaber aus Rot an der Rot, aus einer Brandmasse der Firma Peter & Sohn Leutkirch heraus, den 2,4 ha großen Betrieb in unmittelbarer Nähe des Bahnhofs Tannheim mit Bahnanschluss. Er beschäftigte 24 Mitarbeiter, bis zu seinem Verkauf 1997. Im Jahre 1977 wurde auf dem Betriebsgelände eine neue Produktionsanlage errichtet. Unternehmenszweck war die Herstellung von Fichten- und Tannenschnitthölzer für Industrie- und Baubedarf.
- Hans Witzigmann GmbH: Ursprünglich ein als Landwirtschafts-, Langholztransportunternehmen und Holzrückbetrieb 1936 gegründet, setzte das Unternehmen immer mehr seinen Schwerpunkt auf den Tiefbau und beschäftigte zuletzt vor seinem Verkauf 30 Mitarbeiter.
- Alpenmädel Milchwerk Hamman & Obermeier KG: Es wurde 1960 aus der örtlichen Milchgenossenschaft heraus gegründet. Bis zu seinem Verkauf an die Ehrmann AG 1980 beschäftigte es rund 60 Mitarbeiter und war der größte Betrieb in Tannheim. Den vom Alpenmädel Milchwerk 1964 ins Leben gerufenen Produktnamen Almighurt verwendet Ehrmann bis heute.
- Wintershall AG: Das Zweigwerk der Wintershall bestand seit dem Jahre 1959. Am Bahnhof Tannheim endete eine Pipeline des Erdölfeldes Mönchsrot. Dort wurde das Öl einer Vorreinigung unterzogen, bevor es per Bahn zur Raffinerie Neustadt bei Ingolstadt transportiert wurde. Der Betrieb beschäftigte 40 Mitarbeiter und wurde 1995 stillgelegt.

Weitere Betriebe im Ort waren ein von 1928 bis 1972 bestehender Stangenverarbeitungsbetrieb, die Filiale einer Memminger Kleiderfabrik und die Verwaltung der Kleinkraftwerke GmbH & Co KG Marstetten.

## Persönlichkeiten
- Aemilian Rosengart (1757–1810), Benediktinermönch, Komponist und Pfarrer
- Ferdinand Eggmann (1827–1913), Rentbeamter, Regionalhistoriker
- Paul Löwenhauser (1926–2013), Architekt
- Winfried Aßfalg (* 1940), Pädagoge und Heimatkundler
- Matthias Dolderer (* 1970), Kunstflieger
- Ralph Brunner (* 1971), Sportler

### Ehrenbürger
- Hugo Farny, Pfarrer
- Karl Aßfalg (1903–1976), Bürgermeister
- Heinrich Wilhelm Viktor Walter Hubertus Maria Graf von Schaesberg-Thannheim, Unternehmer, Land- und Forstwirt

### Söhne und Töchter der Gemeinde
- Richard von Schaesberg-Tannheim (1884–1953), Vielseitigkeitsreiter, Silbermedaillengewinner (Olympische Sommerspiele 1912), Kgl. preußischer Rittmeister
- Norbert Kiechle (1885–1966), Landrat Landkreis Wangen
- Josef Dreier (1931–2023, geb. in Egelsee), Politiker, Staatssekretär